# Gaston de Foix-Nemours
Gaston de Foix-Nemours (Mazères, 10 dicembre 1489 – Ravenna, 11 aprile 1512) fu conte di Étampes, dal 1500 al 1512 e visconte di Narbona, dal 1500 al 1507, poi duca di Nemours, dal 1507, alla sua morte. Fu anche un militare, comandante generale dell'esercito di Luigi XII in Italia.

## Origini familiari
Gastone, sia secondo la Gran Enciclopèdia Catalana, che secondo Anselme de Sainte-Marie nella Histoire généalogique et chronologique de la maison royale de France, des pairs, grands officiers de la Couronne, de la Maison du Roy et des anciens barons du royaume.... Tome III / par le P. Anselme era il figlio primogenito dell'infante di Navarra, visconte di Narbona e conte di Étampes Giovanni di Foix e di Marie d'Orléans,
figlia del duca d'Orléans, Carlo e della sua terza moglie, Maria di Clèves e sorella del re di Francia, Luigi XII

Giovanni di Foix-Étampes, sia secondo la Gran Enciclopèdia Catalana, che secondo Anselme de Sainte-Marie nella Histoire généalogique et chronologique de la maison royale de France, des pairs, grands officiers de la Couronne, de la Maison du Roy et des anciens barons du royaume.... Tome III / par le P. Anselme era il figlio terzogenito di Gastone IV di Foix, conte di Foix e Bigorre, visconte del Béarn, di Narbonne, Nébouzan, Villemeur e Lautrec e di Eleonora di Navarra, che, sia secondo Pierre de Guibours, detto Père Anselme de Sainte-Marie o più brevemente Père Anselme, sia secondo la Chroniques romanes des comtes de Foix, era la figlia quartogenita (terza femmina) del principe di Castiglia e León e d'Aragona, duca di Peñafiel e futuro re di Navarra, della corona d'Aragona e di Sicilia, Giovanni II e della sua prima moglie, la ex regina consorte di Sicilia e futura regina di Navarra, Bianca di Navarra, che era la figlia terzogenita del re di Navarra, conte di Évreux e duca di Nemours, Carlo III detto il Nobile (figlio maschio primogenito del re di Navarra Carlo II il Malvagio e di Giovanna di Francia, figlia del re di Francia, Giovanni II il Buono e Bona di Lussemburgo) e di Eleonora Enriquez, secondogenita del re di Castiglia e León, Enrico II di Trastamara, e di Giovanna Manuele.

Gastone era perciò cugino dei re di Navarra Francesco Febo e Caterina, da parte di padre e quindi era nipote di Luigi XII di Francia, da parte di madre. La sua famiglia veniva dal mezzogiorno francese ed era imparentata con i regnanti di Navarra. Tipica stirpe della nobiltà francese di spada vantava una lunga tradizione nel mestiere delle armi; suo nonno Gastone IV di Foix combatté gli inglesi in Guienna nella Guerra dei Cent'anni e partecipò alla battaglia di Castillon, suo padre fu pretendente alla corona di Navarra, i suoi cugini Odet de Foix, Thomas de Foix-Lescun e André de Foix combatterono tutti nelle Guerre d'Italia, e tutti vi morirono. Il suo nonno materno, Carlo di Valois-Orléans, ferito ad Agincourt e rimasto per 25 anni prigioniero in Inghilterra, era cavaliere dell'Ordine del Toson d'oro.

## Biografia

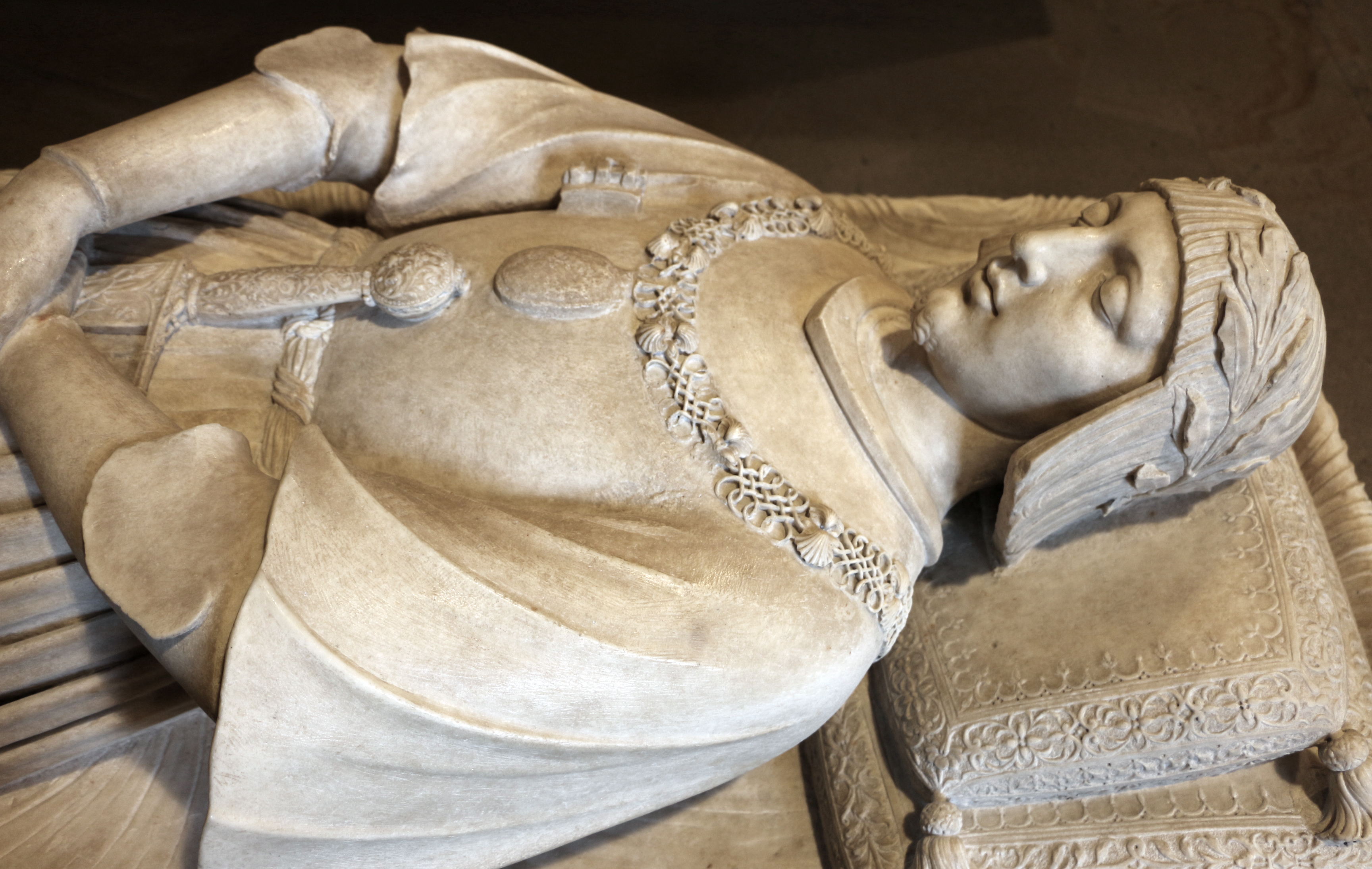
Monumento funebre a Gaston de Foix conservato al Castello Sforzesco di Milano

Suo padre, Giovanni morì a Étampes, nel novembre del 1500, dopo che nell'ottobre di quello stesso anno, a Orleans, aveva redatto il suo testamento, in cui si qualificava come Giovanni re di Navarra, conte di Foix ed Étampes, visconte e signore di Narbona e dichiarava suo erede il figlio Gastone, che gli succedette nella contea di Étampes e nella viscontea di Narbona. 

Ancora, secondo la Gran Enciclopèdia Catalana, rimasto orfano di madre ancora in giovane età, Gastone e la sorella, Germana, futura regina consorte d'Aragona, furono educati alla corte del re di Francia, il loro zio, Luigi XII.
Nel 1505, Gastone aveva ceduto il titolo di Visconte di Narbona al Re, Luigi XII, ottenendo in cambio, il 19 novembre 1507, la nomina a Duca di Nemours e quindi Pari di Francia (registrato il 14 gennaio 1508). 

Di Gastone di Foix da una descrizione Luigi da Porto in una sua lettera:
- "...di statura piccolo, di pelo biondo, di grandissima indole e di guardatura regale e quasi divina. Leggiadrissimo nel corpo e ne' vestimenti onorato, era in lui grandissima liberalità; tanto ch'egli usava mentre ch'era nell'esercito di non porsi a mangiare, se prima non fossero stati chiamati tutti gli amici nella sua mensa. Era tutto soggetto, com'è costume d'ogni cuore valoroso, alle passioni d'amore; non però in guisa che a quelle posponesse la gloria delle armi e tralasciasse di quelle alcun degno fatto."

Gastone di Foix fu con Luigi XII nella sua discesa in Italia, come confermano sia la Gran Enciclopèdia Catalana, che Anselme de Sainte-Marie.
Gastone partecipò alla vittoriosa battaglia di Agnadello contro la Repubblica di Venezia, il 14 maggio 1509. 

### Governatore di Milano
Il 25 giugno 1511 venne nominato governatore di Milano al posto di Charles d'Amboise e nello stesso anno, ventunenne, fu nominato comandante dell'Armata Reale in Italia durante la Guerra della Lega di Cambrai. Nel novembre dello stesso anno fronteggiò l'armata svizzera chiamata dal papa a riprendere il Ducato di Milano. Il Foix concentrò tutte le vettovaglie nelle piazzeforti, a Gallarate cercò invano di procurar battaglia alla testa di 500 lance, 200 uomini d'arme del Re e numerose artiglierie, ma gli svizzeri rifiutarono. Scarsi di vettovaglie e privi dello stipendio promesso, le fanterie elvetiche rientrarono in Svizzera.

### "La folgore d'Italia"
Assicurata la Lombardia, il Foix mosse verso sud dove l'esercito ispano-pontificio posto sotto il comando del Viceré di Napoli Raimondo di Cardona aveva riconquistato tutte le terre del Ducato di Ferrara oltre il Po. L'armata radunata a Imola contava un migliaio di uomini d'arme spagnoli, 800 cavalieri, 8000 fanti e numerose artiglierie, più un nutrito seguito di baroni e signorie del Regno di Napoli al seguito del viceré; a questi si aggiungevano 800 uomini d'arme, 800 cavalleggeri e 8000 fanti forniti dal papa e guidati da Fabrizio Colonna e Marcantonio Colonna, poiché il generale Prospero Colonna, sdegnato di dover servire sottoposto al Cardona, si disse indisponibile a guidare l'esercito. Con queste forze il viceré decise d'assedire Bologna, dove Gaston de Foix aveva inviato Odet de Foix con 2000 lanzichenecchi e 200 lance. L'esercito francese, raccolto a Finale si mosse all'alba, sotto una bufera di neve ed entrò l'indomani per Porta San Felice a Bologna, contava di 1300 lance, 6000 lanzichenecchi e 8000 tra fanti francesi e italiani. Saputa la venuta dei francesi, Raimondo de Cardona si ritirò a Imola. Liberata così Bologna il Foix proseguì verso Brescia, appena presa dai veneziani. L'avanzata francese fu rapidissima malgrado le nevi e il freddo, tanto che colse l'esercito veneziano ancora disorganizzato e ancora disperso. Un primo scontro fu nelle vicinanze d'Isola della Scala. Gaston de Foix schierò 700 uomini d'arme e 3000 fanti contro 300 uomini d'arme, 400 cavalleggeri e 12000 fanti al comando di Giampaolo Baglioni. Le cariche della cavalleria francese ruppero gli squadroni veneziani che volti in fuga lasciarono sul campo due cannoni e quasi 300 tra morti e feriti. L'avanzata continuò rapida fino a Brescia, non appena fatto campo il Foix ordinò immediatamente l'assalto delle mura cittadine presso la Porta della Pusterla, facilmente presa. Il giorno dopo furono dettate le condizioni alla città, il Foix si diceva disponibile a salvare beni e popolo eccetto i veneziani, ma Andrea Gritti rifiutò.

#### Assedio di Brescia
La mattina del 18 febbraio 1512 Gaston de Foix scelse 400 uomini d'arme appiedati e 6000 tra guasconi e lanzichenecchi con i cui penetrò nella città senza troppi intralci, poiché i soldati veneziani e la guarnigione cittadina si era ritirata nel Duomo vecchio. La battaglia fu feroce e alla fine i veneziani cedettero, nel frattempo l'esercito francese entrava tutto nella città. Il Foix aveva espressamente ordinato che finché fossero continuati i combattimenti nessuno si abbandonasse a saccheggi, pena la morte. Dei 500 uomini d'arme, 800 cavalleggeri, 8000 fanti schierati dai veneziani ne morirono circa 8000; i caduti francesi furono 5000. Nella battaglia rimase gravemente ferito il Cavalier Baiardo e il comandante La Palice.
Conquistata la città il Foix acconsentì al saccheggio che fu particolarmente cruento, molti bresciani furono passati a fil di spada. Andrea Gritti fu imprigionato, Luigi Avogadro e i figli Pietro e Francesco vennero pubblicamente giustiziati mentre la città veniva volutamente abbandonata alle razzie dei soldati.
Della celerità straordinaria della campagna del Foix dice il Guicciardini:
- "Fu celebrato per queste cose per tutta la cristianità con somma gloria il nome Fois, che con la ferocia e la celerità sua avesse, in tempo di quindici dì, costretto l'esercito ecclesiastico e spagnolo a partirsi dalle mura di Bologna, rotto alla campagna Giampaolo Baglioni con parte delle genti de' viniziani, recuperata Brescia con tanta strage de' soldati e del popolo; di maniera che per universale giudicio si confermava, non avere, già parecchi secoli, veduta in Italia nelle opere militari una cosa somigliante."

### La battaglia di Ravenna
Nel marzo del 1512 Gaston si era garantito un saldo controllo dell'Italia settentrionale e diresse le truppe a sud con l'intento di prendere Ravenna. Cardona portò le truppe cautamente vicine alle linee francesi per guadagnare una forte posizione difensiva. Gaston poteva contare su circa 23,000 soldati, 8500 dei quali erano lanzichenecchi, e 54 pezzi d'artiglieria (con il supporto di Alfonso I d'Este). Cardona su meno di 16000 combattenti e 30 pezzi di artiglieria. La guarnigione cittadina contava circa 5000 uomini. Gaston inviò un formale invito al combattimento a Cardona che prontamente accettò.
La decisiva battaglia di Ravenna venne combattuta l'11 aprile del 1512. Gli spagnoli avevano alle spalle il fiume Ronco e mantenevano un fronte abbastanza sicuro grazie agli ostacoli e ai fossati preparati dal famoso geniere Pedro Navarro. Gaston lasciò 2000 uomini a sorvegliare Ravenna e mosse il resto dei suoi uomini contro Cardona. I francesi formarono un semicerchio attorno ai fossati nemici e cominciarono a sparare dai fianchi verso le postazioni spagnole. Il fuoco nemico non preoccupò la ben protetta fanteria spagnola, ma la cavalleria subì pesantemente l'attacco e si lanciò all'assalto dei francesi senza alcun ordine. I francesi li respinsero senza difficoltà e contrattaccarono. Un'ora di lotta sanguinosa venne combattuta tra spagnoli e lanzichenecchi nelle trincee finché i due cannoni che Gaston aveva mandato dietro le linee spagnole aprirono il fuoco sulla retroguardia nemica causando enormi danni e ingenti perdite.
La battaglia era vinta, ma durante l'attacco Gaston, che aveva personalmente condotto una carica di cavalleria contro la fanteria di Cardona, venne ucciso. I francesi avevano perso 9000 uomini; gli spagnoli quasi l'intera armata e avevano subìto la cattura di Pedro Navarro. La morte di Gaston de Foix fu però un colpo durissimo per i francesi e l'esito delle guerre italiane sarebbe forse stato diverso se il giovane e impetuoso comandante fosse sopravvissuto.

La salma di Gastone fu trasportata a Milano e tumulata nel duomo. Quando i francesi dovettero lasciare Milano, la salma fu traslata nella Chiesa di Santa Marta, sempre a Milano.
Il re di Francia Francesco I commissionò per il condottiero il grandioso Monumento funebre a Gaston de Foix allo scultore lombardo Agostino Busti detto il Bambaia. Realizzato tra il 1515 e il 1523, il lavoro rimase incompiuto a seguito della cacciata dei francesi da Milano; parti del monumento sono conservate nei Musei del Castello Sforzesco e nei Musei Civici di Torino.

## Discendenza
Gastone non prese moglie e di lui non si conosce alcuna discendenza

## Ascendenza
|                           |                         |                              | Genitori                                 |  |  | Nonni |  |  | Bisnonni              |  |  | Trisnonni                      |  |
|                           |                         |                              |                                          |  |  |       |  |  | Jean I, conte di Foix |  |  | Archambaud, signore di Grailly |  |
|                           |                         |                              |                                          |  |  |       |  |  | Jean I, conte di Foix |  |  | Archambaud, signore di Grailly |  |
|                           |                         | Isabelle, contessa di Foix   |                                          |  |  |       |  |  | Jean I, conte di Foix |  |  |                                |  |
| Gaston IV, conte di Foix  |                         |                              |                                          |  |  |       |  |  | Jean I, conte di Foix |  |  |                                |  |
|                           |                         | Jeanne d'Albret              | Charles I, signore d'Albret              |  |  |       |  |  |                       |  |  |                                |  |
|                           |                         | Jeanne d'Albret              | Charles I, signore d'Albret              |  |  |       |  |  |                       |  |  |                                |  |
|                           |                         | Jeanne d'Albret              | Marie de Sully, principessa di Boisbelle |  |  |       |  |  |                       |  |  |                                |  |
| Jean, conte d'Étampes     |                         | Jeanne d'Albret              |                                          |  |  |       |  |  |                       |  |  |                                |  |
|                           |                         | Juan II, re d'Aragona        | Fernando I, re d'Aragona                 |  |  |       |  |  |                       |  |  |                                |  |
|                           |                         | Juan II, re d'Aragona        | Fernando I, re d'Aragona                 |  |  |       |  |  |                       |  |  |                                |  |
|                           |                         | Juan II, re d'Aragona        | Leonor, contessa d'Alburquerque          |  |  |       |  |  |                       |  |  |                                |  |
| Leonor, regina di Navarra |                         | Juan II, re d'Aragona        |                                          |  |  |       |  |  |                       |  |  |                                |  |
|                           |                         | Blanche I, regina di Navarra | Charles III, re di Navarra               |  |  |       |  |  |                       |  |  |                                |  |
|                           |                         | Blanche I, regina di Navarra | Charles III, re di Navarra               |  |  |       |  |  |                       |  |  |                                |  |
|                           |                         | Blanche I, regina di Navarra | Leonor de Trastámara                     |  |  |       |  |  |                       |  |  |                                |  |
| Gaston, duca di Nemours   |                         | Blanche I, regina di Navarra |                                          |  |  |       |  |  |                       |  |  |                                |  |
|                           | Louis I, duca d'Orléans | Charles V, re di Francia     |                                          |  |  |       |  |  |                       |  |  |                                |  |
|                           | Louis I, duca d'Orléans | Charles V, re di Francia     |                                          |  |  |       |  |  |                       |  |  |                                |  |
|                           | Louis I, duca d'Orléans | Jeanne de Bourbon            |                                          |  |  |       |  |  |                       |  |  |                                |  |
| Charles I, duca d'Orléans | Louis I, duca d'Orléans |                              |                                          |  |  |       |  |  |                       |  |  |                                |  |
|                           |                         | Valentina Visconti           | Gian Galeazzo Visconti                   |  |  |       |  |  |                       |  |  |                                |  |
|                           |                         | Valentina Visconti           | Gian Galeazzo Visconti                   |  |  |       |  |  |                       |  |  |                                |  |
|                           |                         | Valentina Visconti           | Isabelle de Valois                       |  |  |       |  |  |                       |  |  |                                |  |
| Marie d'Orléans           |                         | Valentina Visconti           |                                          |  |  |       |  |  |                       |  |  |                                |  |
|                           |                         | Adolf I, duca di Kleve       | Adolf III, conte di Mark                 |  |  |       |  |  |                       |  |  |                                |  |
|                           |                         | Adolf I, duca di Kleve       | Adolf III, conte di Mark                 |  |  |       |  |  |                       |  |  |                                |  |
|                           |                         | Adolf I, duca di Kleve       | Margarethe von Berg                      |  |  |       |  |  |                       |  |  |                                |  |
| Maria von Kleve           |                         | Adolf I, duca di Kleve       |                                          |  |  |       |  |  |                       |  |  |                                |  |
|                           |                         | Marie de Bourgogne           | Jean I, duca di Borgogna                 |  |  |       |  |  |                       |  |  |                                |  |
|                           |                         | Marie de Bourgogne           | Jean I, duca di Borgogna                 |  |  |       |  |  |                       |  |  |                                |  |
|                           |                         | Marie de Bourgogne           | Margarete von Bayern                     |  |  |       |  |  |                       |  |  |                                |  |
|                           |                         | Marie de Bourgogne           |                                          |  |  |       |  |  |                       |  |  |                                |  |

### Fonti primarie
- (FR)  Histoire généalogique et chronologique de la maison royale de France, tomus III.
- (OC, FR)  Chroniques romanes des comtes de Foix.

### Letteratura storiografica
- Dupuy, Trevor N., Harper Encyclopedia of Military History. New York: HarperCollins, 1993. ISBN 0-06-270056-1
- Norwich, John Julius (1989). A History of Venice. New York: Vintage Books. ISBN 0-679-72197-5.
- Taylor, Frederick Lewis (1973). The Art of War in Italy, 1494-1529. Westport: Greenwood Press. ISBN 0-8371-5025-6.
- Baumgartner, Frederic J., "Louis XII" New York: St.Martin's Press, 1996. ISBN 0-312-12072-9